# Kopenhagen-Halbmarathon

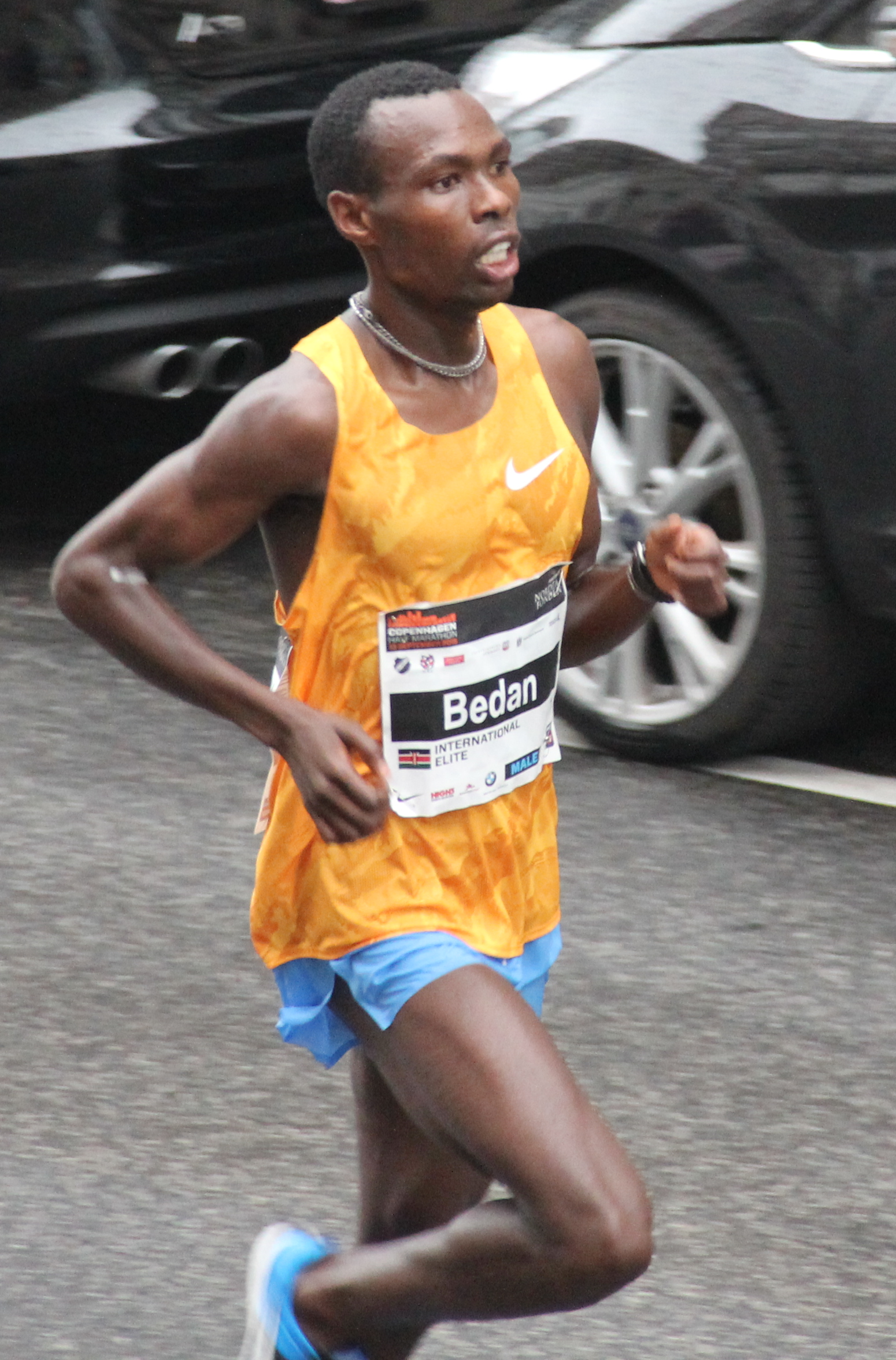
Bedan Karoki Muchiri aus Kenia, Sieger beim Kopenhagen-Halbmarathon 2015 in 59:14 min

Der Kopenhagen-Halbmarathon (offiziell: Copenhagen Half Marathon oder CPH Half) ist eine dänische Laufveranstaltung, bei der sich die Weltelite trifft, die aber gleichzeitig offen ist für Freizeitsportler. Organisiert wird das Sportevent vom Dänischen Leichtathletik-Verband sowie Dänemarks größtem Laufveranstalter, Sparta Athletics & Running.
Der Leichtathletikverein und Rennveranstalter Sparta organisierte bereits von 2010 bis 2014 den Powerade Halvmarathon Kobenhavn, welcher als Vorläufer des heutigen Kopenhagen-Halbmarathon angesehen werden kann. Zudem sorgte  die Ausrichtung der Halbmarathon-Weltmeisterschaften 2014 in Kopenhagen, zu weiterer Bekanntschaft in der internationalen Wahrnehmung.
Dies hatte auch zur Folge, dass bereits im ersten Austragungsjahr 2015 der Kopenhagen-Halbmarathon vom Internationalen Leichtathletik-Verband mit dem IAAF Road Race Bronze Label ausgezeichnet wurde, im Jahr darauf mit dem IAAF Road Race Silver Label und ab 2017 mit dem IAAF Road Race Gold Label.
Der Kopenhagener Halbmarathon verfügt über eine schnelle Strecke, die Rekordzeiten ermöglicht. Beim Halbmarathon 2018 blieben acht Läufer unter der 60-Minuten-Marke. 2019 lief Geoffrey Kamworor mit 58:01 min Halbmarathon-Weltrekord.
Beim zweiten European Running Congress, am 8. September 2019, wurde bekannt gegeben, dass der Kopenhagen-Halbmarathon Teil der neuen europäische Halbmarathon-Laufserie SuperHalfs sein wird.

## Strecke
Der Halbmarathon in Kopenhagen startet und endet auf der Øster Allé, inmitten des Stadtparks Fælledparken. Dann führt die Strecke durch verschiedene Stadtteile von Kopenhagen und Frederiksberg – von Østerbro, Nørrebro und Vesterbro nach Frederiksberg und wieder in die Innenstadt.
Für das Rennen 2023 wurden Start und Ziel des Rennens nach Frederiksberg verlegt. Ansonsten ist ein Großteil der Strecke geblieben, wird jetzt allerdings andersherum gelaufen. Also von Frederiksberg über Nørrebro und Østerbro in die Innenstadt und dann weiter über Vesterbro zurück nach Frederiksberg.

## Statistik

### Streckenrekorde
- Männer: 58:01 min, Geoffrey Kamworor (KEN), 2019
- Frauen: 1:05:08 h, Tsehay Gemechu (ETH), 2021

### Siegerliste
Quelle: Offizielle Website
| Datum         | Männer               | Nation    | Zeit  | Frauen                       | Nation      | Zeit    |
| ------------- | -------------------- | --------- | ----- | ---------------------------- | ----------- | ------- |
| 22. Sep. 2025 |                      |           |       |                              |             |         |
| 15. Sep. 2024 | Sabastian Sawe       | Kenia     | 58:05 | Margaret Chelimo Kipkemboi   | Kenia       | 1:05:11 |
| 17. Sep. 2023 | Ed Cheserek          | Kenia     | 59:11 | Irine Cheptai                | Kenia       | 1:05:53 |
| 18. Sep. 2022 | Milkesa Mengesha     | Äthiopien | 58:58 | Tadu Teshome                 | Äthiopien   | 1:06:13 |
| 19. Sep. 2021 | Amedework Walelegn   | Äthiopien | 59:10 | Tsehay Gemechu               | Äthiopien   | 1:05:08 |
| 15. Sep. 2019 | Geoffrey Kamworor    | Kenia     | 58:01 | Birhane Dibaba               | Äthiopien   | 1:05:57 |
| 16. Sep. 2018 | Daniel Kipchumba     | Kenia     | 59:06 | Sifan Hassan                 | Niederlande | 1:05:15 |
| 17. Sep. 2017 | Abraham Cheroben     | Bahrain   | 58:40 | Eunice Chebichii Chumba      | Bahrain     | 1:06:11 |
| 18. Sep. 2016 | James Mwangi Wangari | Kenia     | 59:07 | Hiwot Gebrekidan Gebremaryam | Äthiopien   | 1:08:00 |
| 13. Sep. 2015 | Bedan Karoki Muchiri | Kenia     | 59:14 | Purity Cherotich Rionoripo   | Kenia       | 1:08:29 |

#### 21. Halbmarathon-Weltmeisterschaften
| Datum         | Männer                    | Nation | Zeit  | Frauen         | Nation | Zeit    |
| ------------- | ------------------------- | ------ | ----- | -------------- | ------ | ------- |
| 29. März 2014 | Geoffrey Kipsang Kamworor | Kenia  | 59:08 | Gladys Cherono | Kenia  | 1:07:29 |

#### Powerade Halbmarathon Kopenhagen
| Datum         | Männer                          | Nation    | Zeit    | Frauen                | Nation             | Zeit    |
| ------------- | ------------------------------- | --------- | ------- | --------------------- | ------------------ | ------- |
| 14. Sep. 2014 | Shumet Mengistu                 | Äthiopien | 1:02:43 | Amane Beriso Shankule | Äthiopien          | 1:11:50 |
| 15. Sep. 2013 | William Nyarondia Morwabe       | Kenia     | 1:03:59 | Annie Golden Bersagel | Vereinigte Staaten | 1:12:01 |
| 9. Sep. 2012  | Henrik Them                     | Dänemark  | 1:04:55 | Annie Golden Bersagel | Norwegen           | 1:13:16 |
| 21. Aug. 2011 | Jakob Hannibal Klausen          | Dänemark  | 1:08:17 | Maria Sig Møller      | Dänemark           | 1:15:56 |
| 12. Sep. 2010 | Martin Parkhøi & Tom Kristensen | Dänemark  | 1:07:42 | Christina Bus Holth   | Norwegen           | 1:17:04 |

## Anzahl Finisher
- 2023: 24.380 (Frauen: 9.507, Männer: 14.873)
- 2022: 21.559 (Frauen: 8.024, Männer: 13.535)
- 2021: 15.057 (Frauen: 5.286, Männer: 9.734)
- 2019: 22.809 (Frauen: 8.650, Männer: 14.159)
- 2018: 19.490 (Frauen: 7.521, Männer: 11.969)
- 2017: 18.391 (Frauen: 7.104, Männer: 11.287)
- 2016: 18.855 (Frauen: 7.492, Männer: 11.363)
- 2015: 19.434 (Frauen: 7.914, Männer: 11.520)
- 2014: 8.526 (Frauen: 3.516, Männer: 5.010)
- 2014 (WM): 27.127 (Frauen: 9.410, Männer: 17.717)
- 2013: 9.747 (Frauen: 3.865, Männer: 5.882)
- 2012: 7.503 (Frauen: 2.669, Männer: 4.834)
- 2011: 4.511 (Frauen: 1.622, Männer: 2.889)
- 2010: 4.447 (Frauen: 1.773, Männer: 2.674)